# Psicología educativa

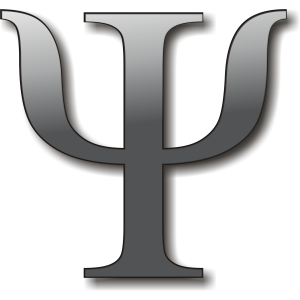
La letra mayúscula griega Psi se usa habitualmente para representar la palabra o el estudio de la Psicología.

La psicología educativa, psicología de la educación o psicología educacional es la rama de la psicología que estudia los procesos de cambio surgidos en la persona como fruto de su relación con instituciones educativas formales o no (escuelas, familia, etc.). A diferencia de la psicopedagogía, que se dedica al estudio de procesos psicológicos involucrados en el aprendizaje y la enseñanza humana a lo largo de toda la vida; comprende, por lo tanto, el análisis de las formas de aprender y de enseñar, la efectividad de las intervenciones educativas con el objeto de mejorar el proceso, la aplicación de la psicología a esos fines y la aplicación de los principios de la psicología social en aquellas organizaciones cuyo fin es instruir. La psicología educacional estudia cómo los estudiantes aprenden, a veces focalizando la atención en subgrupos tales como niños superdotados o aquellos sujetos que padecen de alguna discapacidad específica.
La corriente que en la actualidad recibe mayor aceptación considera a la psicología educativa como una disciplina independiente, con sus propias teorías, métodos de investigación, problemas y técnicas, pudiendo ser en parte entendida por medio de su relación con otras disciplinas y encontrándose fuertemente ligada a la psicología, siendo esta relación análogamente comparable a la existente entre la medicina y la biología, o la ingeniería y la física.
Aunque los términos «psicología educacional» y «psicología escolar» son frecuentemente utilizados como sinónimos, los teóricos e investigadores prefieren ser identificados como psicólogos educacionales, mientras que los profesionales que desempeñan específicamente sus labores en escuelas o en tareas relacionadas con la escuela se identifican como psicólogos escolares.
Tiene como propósito fundamental encaminar sus esfuerzos científico-disciplinarios a buscar mejorar en dichas prácticas y procesos. Es decir, busca comprender por un lado, en los procesos de desarrollo subjetivo y los diferentes modelos psicológicos del aprendizaje, sustenta sus propuestas de intervención en el conocimiento que posee sobre el desarrollo humano, el lenguaje, el aprendizaje, la motivación, la memoria y los procesos cognoscitivos complejos. En la psicología de la educación coexisten varios paradigmas alternativos surgidos preponderamente durante el siglo XX: el conductista, los cognoscitivos, el psicogenético, los humanistas, el sociocultural y el psicoanálista, por lo que destaca como una disciplina pluripadigmática.
Los comienzos de la psicología educativa se encuentran entrelazados con la psicología científica debido a que fue beneficiosa para ser aplicada al ámbito educativo y al sentido profesional. E incluso la afetancion con tanta crisis por la Pandemia del COVID-19.

## Desarrollo social, moral y cognitivo

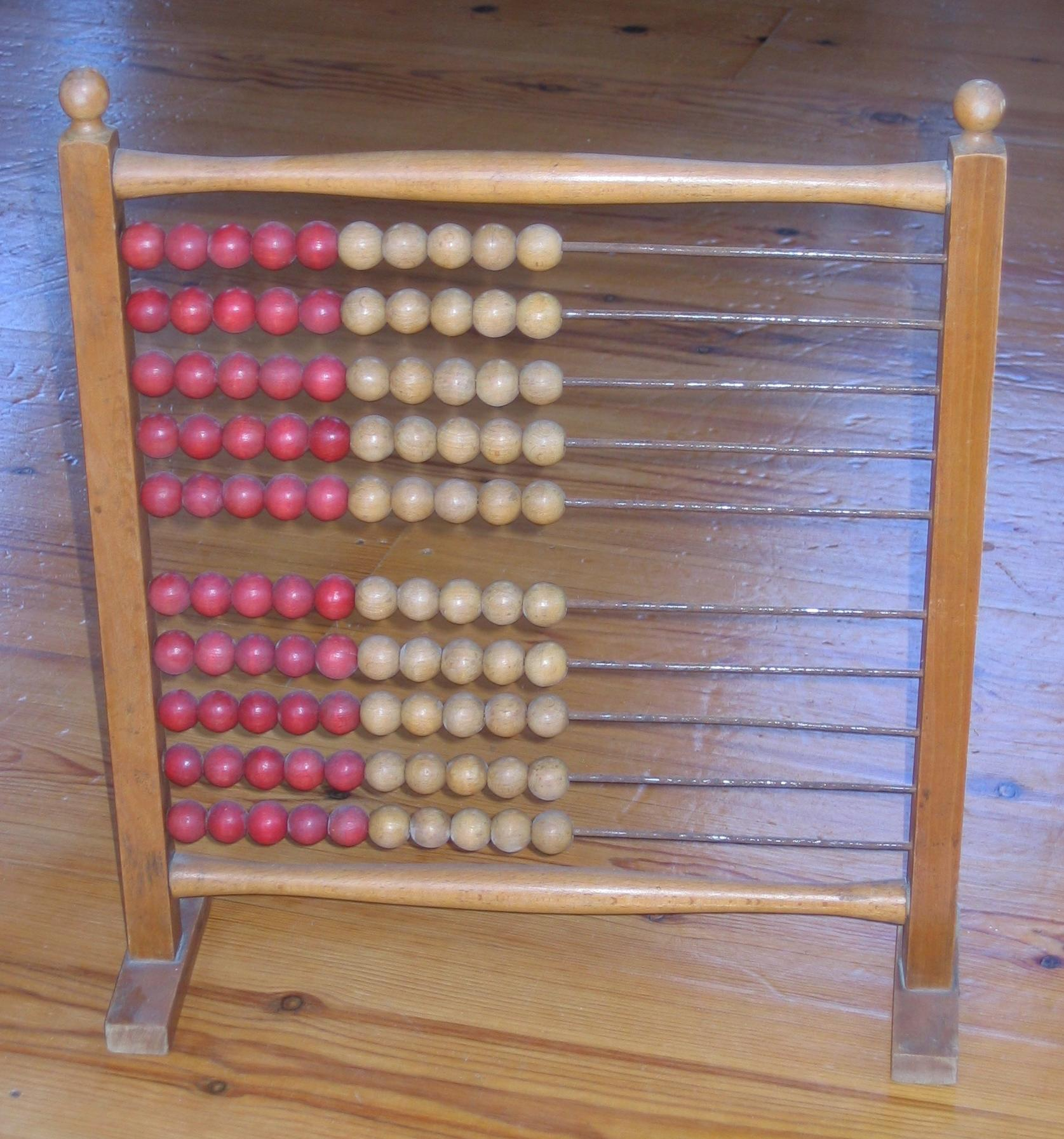
Un ábaco proporciona las experiencias concretas para aprender conceptos abstractos.

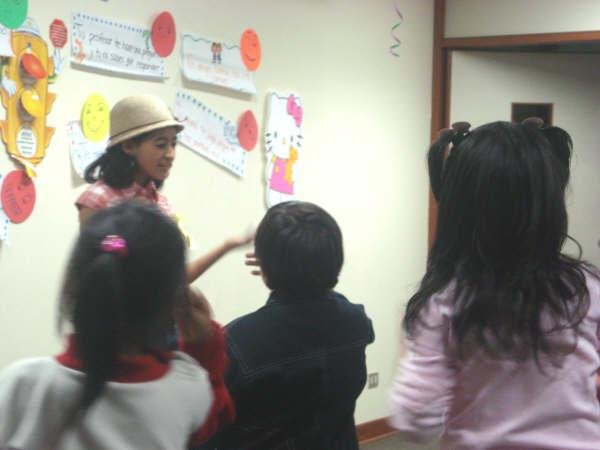
Estudiante de psicología brindando un taller de psicología educativa a estudiantes de primaria.

Para entender las características del aprendizaje en la niñez, adolescencia, adultez y vejez, los psicólogos educacionales elaboran y aplican teorías acerca del desarrollo humano. Vistas a menudo como etapas por las cuales las personas pasan a medida que maduran, las teorías de desarrollo describen cambios en las habilidades mentales (cognición), roles sociales, razonamiento moral y creencias acerca de la naturaleza del conocimiento.
Los psicólogos avocados a esta área investigaron la posibilidad de aplicar la teoría del desarrollo de Jean Piaget en la educación. De acuerdo a esta teoría los niños pasan por cuatro diferentes etapas de capacidad cognitiva durante su crecimiento, alcanzando el pensamiento abstracto lógico una vez superados los once años, y debiendo antes de esa edad, durante el denominado pensamiento concreto, utilizar objetos específicos y ejemplos para poder adquirir nuevos conocimientos. Los investigadores encontraron que las transiciones desde el pensamiento concreto hacia el pensamiento abstracto lógico, al igual que el resto de las transiciones de este tipo, no ocurren al mismo tiempo en todos los dominios: un niño puede pensar de manera abstracta en matemáticas, pero seguir limitado al pensamiento concreto en cuanto a su razonamiento acerca de las relaciones humanas. Probablemente la contribución más notoria de Piaget haya sido su idea de que las personas construyen activamente su comprensión a través de una autorregulación del proceso de aprendizaje.
Piaget propuso una teoría del desarrollo del razonamiento moral en la cual los niños progresan desde una comprensión ingenua de la moralidad basada en comportamiento y resultados, hasta una comprensión más avanzada basada en intenciones. Kohlberg tomó las ideas de Piaget para elaborar su teoría del desarrollo moral, donde ambos suponen que el desarrollo moral es un proceso paralelo al desarrollo cognitivo y afectivo. De esta manera, Kohlberg destaca tres niveles, divididos en seis estadios:
Nivel 1. Preconvencional.

A model of psychology for moral development by Lawrence Kohlberg, redrawn from by CMG Lee.

- Estadio 1. Moral heterónoma: Obediencia por temor al castigo (Infancia).
- Estadio 2. Moral individualista-instrumental: El intercambio por el premio (Infancia).

Nivel 2. Convencional.
- Estadio 3. Moral de acuerdo interpersonal: Se busca la aprobación de “los otros” (Adolescencia).
- Estadio 4. Moral del orden social: La orientación de “institucional”, debe respetarse la autoridad y el orden social preestablecido (Adolescencia)

Nivel 3. Post convencional. (El autor explica que no todos los adultos llegan al 5° y 6° estadio)
- Estadio 5. Moral de los derechos humanos y del contrato social: A favor de los derechos prioritarios “lo que sea mejor para la mayoría” (Adultez).
- Estadio 6. Moral de los principios éticos universales: Existen valores universales en los que todas las sociedades deben estar de acuerdo. (Adultez). (Cabe aclarar que este estadio es propio del pensamiento filosófíco)[7]

El modelo de desarrollo infantil propuesto por Rudolf Steiner relaciona factores físicos, emocionales, cognitivos y de desarrollo moral, en etapas similares a las posteriormente propuestas por Piaget.
Las teorías del desarrollo son presentadas a veces como incrementos graduales que se producen en dimensiones separadas y no como un cambio entre estados cualitativamente diferentes. El desarrollo del conocimiento epistemológico ha sido descrito en término de cambios graduales en las creencias de la gente en cuanto a la certeza y permanencia del conocimiento, persistencia de las capacidades y credibilidad de las figuras de autoridad, tales como maestros y expertos. La gente desarrolla creencias cada vez más sofisticadas acerca del conocimiento que obtienen por medio de la educación y la madurez.

## Diferencias e incapacidades individuales

Ejemplo de un ítem perteneciente a una prueba cognitiva de capacidades.

Cada persona tiene un conjunto de características y capacidades que sumadas lo hacen diferente a otros seres. Estas diferencias individuales, que surgen del constante aprendizaje y desarrollo, se manifiestan en factores como la inteligencia, la creatividad, el estilo cognitivo, la motivación y la capacidad de procesar información, comunicarse y relacionarse con otros sujetos. Las incapacidades más comunes encontradas en niños de edad escolar son el trastorno por déficit de atención con hiperactividad (TDAH), incapacidad para aprender, dislexia, y desorden de aprendizaje comunicacional. Menos comunes son discapacidades como retardo mental, sordera, parálisis cerebral, epilepsia y ceguera.
Si bien las teorías de la inteligencia fueron discutidas por los filósofos desde Platón, la medición de la inteligencia es una invención de la psicología educacional, habiéndose desarrollado a la par de esta disciplina. Los continuos debates acerca de la naturaleza de la inteligencia se centraron en cómo debía ser caracterizada: como algo simple, por medio de un factor escalar obtenido por análisis factorial (de acuerdo con la teoría de la inteligencia general de Charles Spearman), con múltiples factores (como en la teoría triárquica de la inteligencia de Robert J. Sternberg o en la teoría de las inteligencias múltiples de Howard Gardner) o incluso si puede o no ser medida en su totalidad. En la práctica comúnmente se utilizan instrumentos estandarizados, como lo son el Test de coeficiente intelectual Stanford-Binet y la escala de inteligencia Wechsler para niños (Wechsler Intelligence Scale for Children), los cuales permiten identificar aquellos infantes que necesitan un tratamiento educativo individualizado, ya sea con programas acelerados o enriquecidos para niños superdotados o con tratamientos que hagan énfasis en habilidades específicas para fomentar el aprendizaje en niños con algún déficit identificado.

## Aprendizaje y cognición
Hay dos hipótesis fundamentales que sientan las bases de los sistemas educativos formales, y estas son, en primer lugar, que los estudiantes retienen los conocimientos y habilidades que adquieren en la escuela, y en segundo lugar, que pueden aplicarlos fuera de las aulas en situaciones que lo requieran. Pero ¿son exactas estas hipótesis? Las investigaciones han encontrado que, incluso cuando los estudiantes dicen no estar utilizando conocimientos adquiridos en los centros educativos, una porción considerable de estos es retenida por muchos años y la retención a largo plazo depende en gran parte del grado de fijación o la calidad que ese aprendizaje tuvo al momento de producirse. Un estudio encontró que aquellos estudiantes universitarios que habían tomado un curso de desarrollo infantil obteniendo buenas calificaciones en las evaluaciones, diez años después retenían un promedio del 30 % de lo aprendido, mientras que aquellos que obtuvieron notas moderadas o bajas presentaban un promedio de retención del alrededor del 20 %. Hay menos consenso acerca de cuánto conocimiento adquirido en la escuela se transfiere a tareas que se encuentran fuera del ámbito de la educación formal y cómo se produce esa transferencia. Algunos psicólogos sostienen que la evidencia obtenida por medio de investigaciones para este tipo de transferencia lejana es escaso, mientras que otros sostienen que hay suficiente evidencia de este tipo de transferencia lejana en dominios específicos. Se han establecido distintas perspectivas con las cuales las teorías del aprendizaje usadas dentro de la psicología educacional son formuladas y discutidas. En esta sección se resume cómo la psicología educativa ha investigado y aplicado estas teorías dentro de las perspectivas formuladas por el conductismo, cognitivismo, cognitivismo social y constructivismo.

### Perspectiva conductista
Las premisas básicas del conductismo son el estímulo y la respuesta, esta corriente es aplicada en los seres humanos a modo de poder observar los cambios de comportamiento siendo condicionados en diferentes situaciones, el condicionamiento puede ser aplicado para preestablecer cierta conducta en determinado ámbito y momento.
El conductismo originalmente no fue visto como una corriente naciera y aplicara para el ámbito escolar, si no como una corriente aplicada al ámbito de la medicina como orientación clínica.

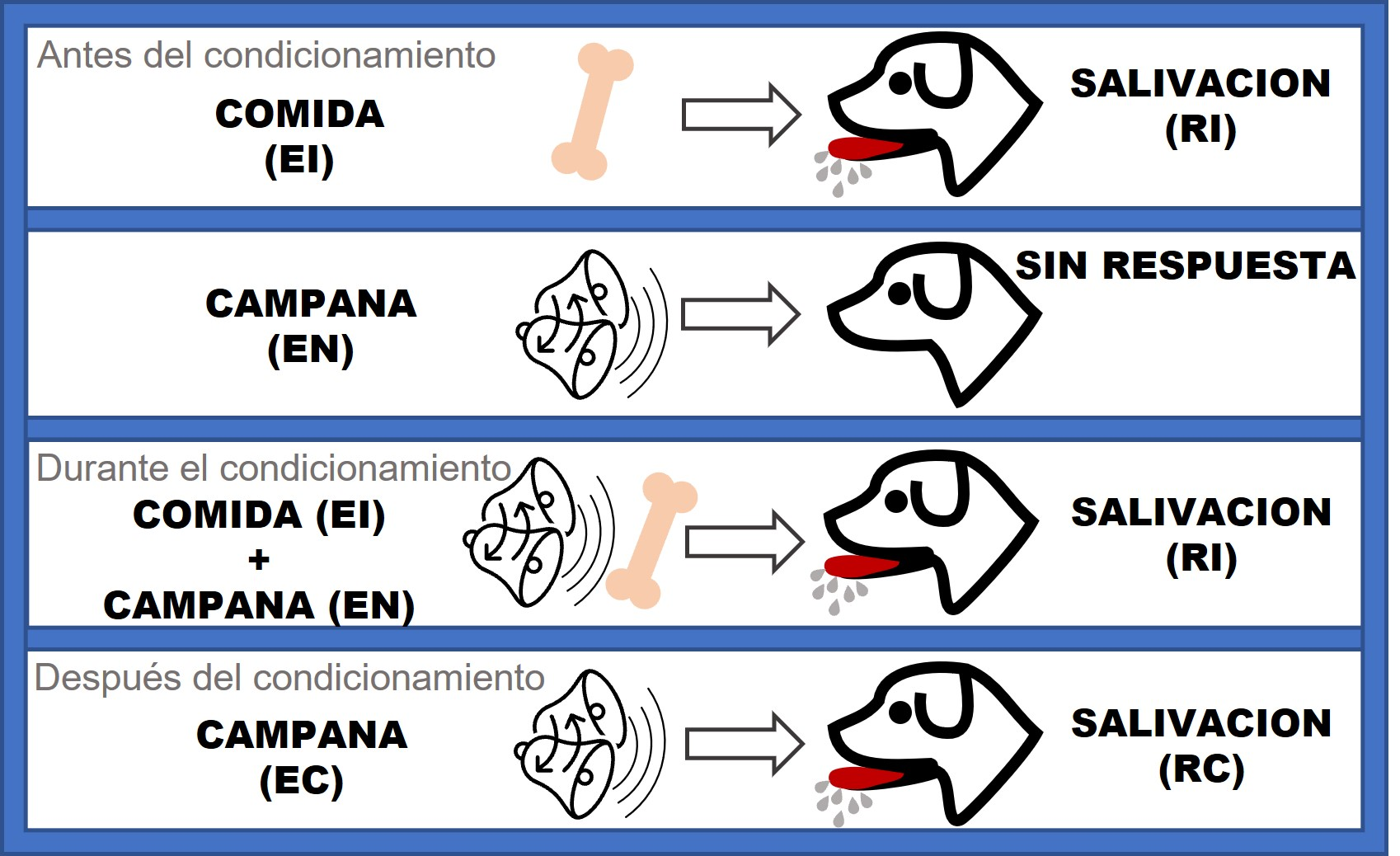
Procedimiento Condicionamiento Clásico

El análisis conductual aplicado (ABA, por sus siglas en inglés) consiste en un conjunto de técnicas basadas en los principios conductuales del condicionamiento operante y es eficaz en una amplia gama de entornos educativos. Por ejemplo, los maestros pueden mejorar el comportamiento de los estudiantes por medio de recompensas sistemáticas a aquellos alumnos que sigan las reglas del aula, pudiendo ser estos premios alabanzas, fichas intercambiables por diversos artículos u otros elementos que sirvan como motivación. A pesar de la eficacia que han demostrado tener las recompensas en los cambios de conducta, su uso en la educación ha sido criticado por los defensores de la teoría de la autodeterminación, quienes sostienen que los premios debilitan la motivación intrínseca de los aprendices. Al respecto existe evidencia de que las recompensas tangibles disminuyen la motivación intrínseca en situaciones específicas, como por ejemplo, cuando el estudiante ya posee un alto nivel de motivación intrínseca para alcanzar la conducta que se tiene como meta. Pero los resultados que señalan los efectos perjudiciales son compensados por aquella evidencia que demuestra que en otras situaciones se realza la motivación intrínseca, como por ejemplo, cuando las recompensas son otorgadas para lograr un incremento gradual de un desempeño estándar. Muchas terapias efectivas están basadas en los principios del análisis conductual aplicado, una de ellas es el entrenamiento en respuestas centrales (PRT, del inglés Pivotal Response Training), la cual es usada en trastornos del espectro autista.

### Perspectiva cognitiva

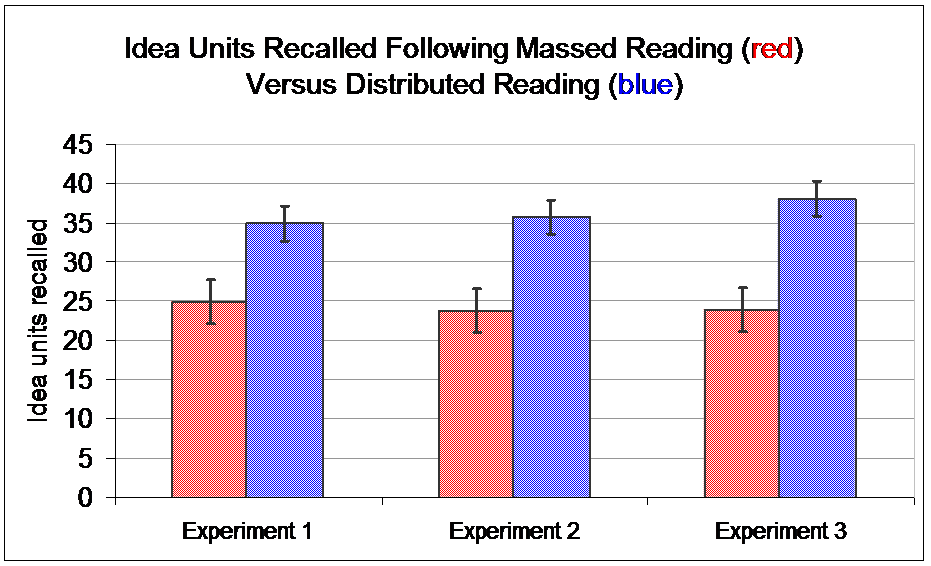
Tres experimentos divulgados por Drug, Davis y Glover demostraron las ventajas que tiene retrazar una semana la relectura de un pasaje de un texto (distribuida) respecto a releer el texto inmediatamente.

El aprendizaje espaciado o distribuido, un fenómeno cognitivo fuertemente avalado por la investigación en el campo de la psicología, es altamente aplicable en la educación. Se ha encontrado que aquellos estudiantes que realizaban una segunda lectura de un texto algún tiempo después de haber realizado la primera, al ser evaluados obtenían mejores calificaciones que aquellos que releían el texto inmediatamente (véase la figura). La investigación realizada dentro del área de la psicología educacional ha encontrado que otros descubrimientos de la psicología cognitiva son también aplicables a la educación, como por ejemplo los beneficios de usar técnicas mnemónicas para retener información a corto y largo plazo.
La resolución de problemas, señalada por muchos psicólogos cognitivistas como fundamental para el aprendizaje, ocupa un importante lugar como tema de investigación en la psicología educacional. Un estudiante es capaz de interpretar un problema por medio de la asignación de un esquema que se encuentra almacenado en la memoria a largo plazo. Cuando a ese problema se le asigna un esquema incorrecto, subsecuentemente la atención del estudiante se aleja de aquellas características del problema que son incompatibles con dicho esquema asignado.

### Perspectiva sociocognitivista
La teoría social cognitiva recibe una gran influencia de la fusión de elementos que fueron inicialmente desarrollados por Albert Bandura y que pertenecen a las teorías comportamental, cognitiva y social. En su teoría del aprendizaje social, Bandura enfatiza el proceso de aprendizaje por observación en el cual el comportamiento del educando cambia como resultado de la observación del accionar de otros y de las consecuencias producidas. Esta teoría identifica diversos factores que determinan si la observación de un modelo puede producir el cambio de la conducta o el cambio cognitivo. Estos factores incluyen el estado de desarrollo de los aprendices, el prestigio y capacidad que se percibe en el modelo, las consecuencias que el modelo recibe tras su accionar, la relevancia del comportamiento del modelo, los efectos que esta conducta tiene en las metas de los alumnos y la autoeficacia de los estudiantes. El concepto de autoeficacia, que jugó un importante rol en las teorías del desarrollo posteriores, hace referencia a las creencias que la persona tiene respecto a sus propias habilidades y capacidad para realizar el comportamiento que ha observado.
"En la teoría sociocognitiva el aprendizaje es un proceso mediante el cual el sujeto transforma sus habilidades mentales y creencias epistemológicas en habilidades concretas y conocimientos específicos. En este modelo teórico el individuo que aprende se percibe dentro de un ambiente cambiante que lo obliga a realizar constantes esfuerzos metacognitivos de evaluación y realimentación para ajustar sus conductas y estrategias; consecuentemente, el aprendizaje es visto como una interacción entre elementos intrapersonales, conductuales y ambientales". 
Un ejemplo del tipo de investigación alentada por la teoría del aprendizaje social es el caso del experimento de Schunk y Hanson, quienes para esta prueba trabajaron con una muestra compuesta por estudiantes de segundo año que habían experimentado dificultades para aprender a realizar restas. Dicha muestra fue dividida en dos grupos: mientras que en uno de ellos era un profesor quien enseñaba el procedimiento por medio de un ejercicio matemático, en el otro la explicación era llevada a cabo con el mismo método por estudiantes de segundo grado y, tras esa primera etapa, ambos grupos participaban en un mismo programa educacional. Una vez culminado este programa se evaluaron los conocimientos adquiridos y se encontró que aquellos estudiantes que habían recibido la explicación de un par obtuvieron mejores calificaciones y mostraban más confianza en su capacidad que aquellos que habían recibido la demostración por parte de un profesor. Estos resultados fueron interpretados como favorables a la hipótesis que percibió la relación entre el modelo de aprendizaje social y el incremento de la autoeficacia de los estudiantes, permitiendo un aprendizaje más efectivo, lo que supuso que la enseñanza provista por pares es particularmente efectiva en aquellos alumnos que poseen una autoeficacia baja.
Durante la última década del siglo XX parte de la investigación realizada en el área de la psicología educacional se centró en el desarrollo de teorías de aprendizaje autorregulado (SRL por sus siglas en inglés) y Metacognición Estas teorías parten de la premisa central que afirma que los educandos más eficaces son aquellos agentes activos que construyen su conocimiento por medio de la fijación de metas, tareas de análisis, estrategias de planeamiento y por el monitoreo de su comprensión sobre los temas aprendidos. La investigación ha indicado que aquellos estudiantes que poseen una meta definida y que auto monitorean lo aprendido tienden a poseer un mayor interés a las tareas intrínsecas del tema estudiado y una mayor autoeficacia, además estas estrategias de aprendizaje pueden incrementar el rendimiento académico.

### Perspectiva constructivista
La perspectiva constructivista hace referencia a aquellas teorías del aprendizaje centradas en la construcción de conocimientos por medio de las experiencias pasadas y presentes, las cuales contribuyen a la formulación y reformulación de conceptos e ideas por parte del sujeto, considerando también los determinantes sociales y culturales que influyen en el proceso de aprendizaje. Los psicólogos educacionales distinguen entre constructivismo individual (o psicológico) y constructivismo social, siendo el primero identificado con la teoría del aprendizaje de Piaget, mientras que el segundo se encuentra influenciado por el trabajo de Lev Vygotski (1896-1934) referido al aprendizaje sociocultural, el cual describe cómo la interacción con adultos, pares más capaces y herramientas cognitivas son internalizadas para formar constructos mentales. Jerome Bruner y otros psicólogos educacionales, trabajando sobre la teoría de Vygotski, desarrollaron el concepto de andamiaje instruccional, en el cual el entorno social o medio ambiente ofrece información que sirve de apoyo para el aprendizaje.
La teoría constructivista de Vygotski llevó a pensar que el comportamiento, habilidades, aptitudes y creencias están inherentemente relacionados con la configuración sociocultural específica en la que se encuentra el individuo. De acuerdo con este punto de vista, el aprendiz es culturizado a través de la interacción social que mantiene dentro de una determinada comunidad de práctica. La visión adquirida por el constructivismo social produjo nuevos enfoques de enseñanza y aprendizaje, tales como el aprendizaje cognitivo, en el cual los componentes tácitos de una tarea compleja son explicitados a un novato a través de interacciones conversacionales que ocurren entre un experto y él.
La Zona de Desarrollo Próximo "...No es otra cosa que la distancia entre el nivel real de desarrollo, determinado por la capacidad de resolver in -dependientemente un problema, y el nivel de desarrollo potencial, determinado a través de la resolución de un problema bajo la guía de un adulto o en colaboración de otro compañero más capaz. " 

## Motivación
"La motivación, del latín motivus (relativo al movimiento), es aquello que mueve o tiene eficacia o virtud para mover; en este sentido, es el motor de la conducta humana.El interés por una actividad es “despertado” por una necesidad, la misma que es un mecanismo que incita a la persona a la acción, y que puede ser de origen fisiológico o psicológico. Cada vez que aparece una necesidad, ésta rompe el estado de equilibrio del organismo y produce un estado de tensión, insatisfacción e inconformismo que lleva al individuo a desarrollar un comportamiento o acción capaz de descargar la tensión. Una vez satisfecha la necesidad, el organismo retorna a su estado de equilibrio anterior."
La facilidades de demostrar sus capacidades. El miedo de la falta conducen y evitan los que tienen metas de la evitación del funcionamiento las situaciones donde se exponen sus capacidades. La investigación ha encontrado que las metas de la maestría están asociadas a muchos resultados positivos tales como persistencia frente a falta, preferencia por tareas desafiadoras, creatividad y motivación intrínseca. Las metas de la evitación del funcionamiento se asocian a resultados negativos tales como pobre concentración mientras que estudian, el estudiar desorganizado, menos autorregulación, tratamiento de la información baja y ansiedad de la prueba. Las metas del acercamiento del funcionamiento se asocian a resultados positivos, y a algunos resultados negativos tales como una desgana de buscar ayuda y la tratamiento de la información {baja}.

## Metodología de investigación
Los métodos de la investigación usados en psicología educativa tienden para ser dibujados de la psicología y de otras ciencias sociales como la pedagogía. Hay también una historia de la innovación metodológica significativa por los psicólogos educativos, y los psicólogos que investigan problemas educativos. Problemas de la dirección de los métodos de la investigación en diseño de la investigación y análisis de datos. El diseño de la investigación informa al planteamientos, experimentos y estudios de observación para asegurarse de que sus resultados tienen validez interna, externa y ecológica. El análisis de datos abarca los métodos para los datos  cuantitativos (numéricos) y cualitativos (no numéricos) del proceso de la investigación. Aunque, históricamente, el uso de métodos cuantitativos a menudo era considerado una marca esencial de la beca, la investigación educativa moderna de la psicología utiliza métodos cuantitativos y cualitativos.

### Métodos cuantitativos

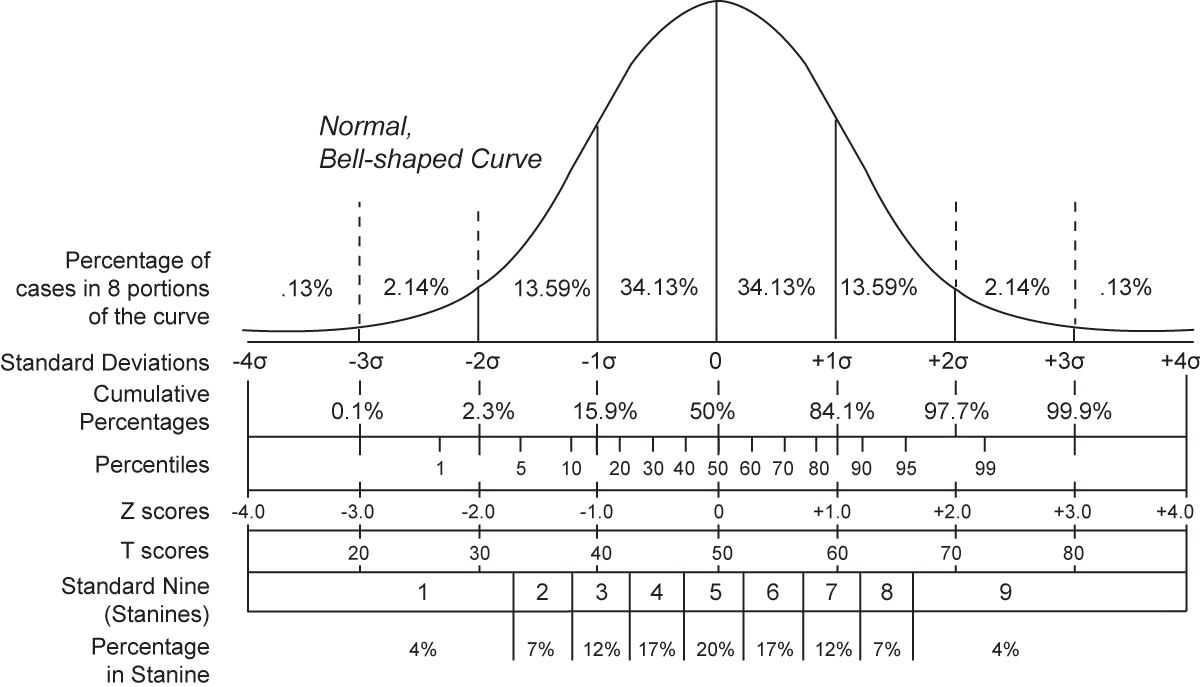
Probar las cuentas y otras variables educativas aproximan a menudo una distribución normal.

Quizás primero entre las innovaciones metodológicas importantes de la psicología educativa estaban el desarrollo y el uso del análisis factorial de Charles Spearman. El análisis factorial se menciona aquí como un ejemplo de los muchos métodos estadísticos multivariante usados por los psicólogos educativos. El análisis factorial se utiliza para resumir relaciones entre un sistema grande de variables o de preguntas de la prueba, para desarrollar teorías sobre construcciones mentales tales como uno mismo-eficacia o ansiedad, y para determinar la confiabilidad y la validez de las cuentas de la prueba. Sobre cientos años después de su introducción por Spearman, el análisis factorial se ha convertido en una grapa de la investigación calculando prominente en diarios educativos de la psicología.
Porque el estado educativo es fundamental a la mayoría de la investigación cuantitativa en el campo, los psicólogos educativos han hecho contribuciones significativas al campo del psicometría. La confiabilidad de gravámenes se divulga rutinariamente en la investigación educativa cuantitativa. Aunque, los métodos educativos de la medida fueron construidos originalmente en la teoría clásica de la prueba, teoría de respuesta al ítem y los modelos de Rasch ahora se utiliza extensivamente en la medida educativa por todo el mundo. Estos modelos producen teoría clásica de la prueba del excedente de las ventajas, incluyendo la capacidad de producir errores de estándar de la medida para cada cuenta o patrón de cuentas en gravámenes y de la capacidad de manejar respuestas que falta.
El metaanálisis, la combinación de los resultados de investigación individuales para producir una revisión cuantitativa de la literatura, es otra innovación metodológica con una asociación cercana a la psicología educativa. En un metaanálisis, los tamaños del efecto que representan, por ejemplo, las diferencias entre el tratamiento agrupan en un sistema de experimentos similares, se hacen un promedio para obtener un solo valor agregado que representa la mejor estimulación del efecto del tratamiento. Varias décadas después de que Karl Pearson sea trabajo con versiones tempranas del metaanálisis, Gene V. Glass publicaron el primer uso de técnicas meta-analíticas modernas y accionaron su amplio uso a través de las ciencias sociales y biomédicas. Hoy, el metaanálisis está entre los tipos más comunes de revisión de la literatura encontrados en la investigación educativa de la psicología.

### Métodos cualitativos
Los métodos cualitativos se utilizan en estudios educativos cuyo propósito es describir acontecimientos, procesos y situaciones significativos desde un punto de vista teórico. Los métodos cualitativos usados en psicología educativa derivan a menudo de la antropología, de la sociología o de la sociolingüística.
Por ejemplo, el método antropológico de la etnografía se ha utilizado para describir la enseñanza y el aprendizaje en clase. En estudios de este tipo, el investigador puede recoger notas de campo detalladas como observador participante u observador pasivo. Más adelante, las notas y otros datos se pueden categorizar e interpretar con métodos como el muestreo teórico. La triangulación, la práctica de comprobar los resultados con fuentes de datos múltiples, es muy valorada en la investigación cualitativa.
Los casos de estudio son formas de investigación cualitativa que se centran en una única persona, una organización, un acontecimiento o en otra entidad.
En un estudio de un caso, los investigadores condujeron una entrevista semi-estructura de 150 minutos con una mujer de 20 años que tenía un historial de pensamientos suicidas entre los 14 y 18 años. Analizaron una grabación de la entrevista para entender los papeles del desarrollo cognitivo, de la formación de la identidad y del apego social en la generación de su pensamiento suicida.
El análisis cualitativo se aplica habitualmente a los datos verbales tomados de fuentes como conversaciones, entrevistas, grupos focales y diarios personales. Los métodos cualitativos son así, típicamente, acercamientos a recopilar, procesar y divulgar datos verbales.
Uno de los métodos más usados habitualmente por la investigación cualitativa en psicología educativa es el análisis del protocolo. En este método, se pide al participante en la investigación que piense en voz alta mientras realiza una tarea, como por ejemplo solucionar un problema de matemáticas. En análisis del protocolo, se piensa que los datos verbales indican a qué información está atendiendo el sujeto, pero no se interpretan explícitamente como una explicación o justificación para el comportamiento. En cambio, el método del análisis verbal admite las explicaciones de los aprendices como manera de revelar su modelo mental o ideas falsas (p. ej., de las leyes del movimiento). Las operaciones más fundamentales del protocolo y del análisis verbal son la segmentación (aislamiento) y la categorización de secciones de los datos verbales. El análisis de la conversación y el análisis del discurso, los métodos sociolingüísticos que se centran más específicamente en la estructura del intercambio conversacional (p. ej., entre un profesor y un estudiante), se han utilizado para determinar el proceso del cambio conceptual en el aprendizaje de la ciencia. Los métodos cualitativos también se utilizan para analizar la información en distintos medios, como dibujos de los estudiantes y los mapas conceptuales, interacciones grabadas en vídeo y registros informáticos.
Algunos libros hacen hincapié en la investigación o en la observación sistemática como base principal de una enseñanza fructífera pero otros afirman que el éxito depende de cómo se ven y consideran mutuamente las personas, profesores o alumnos. Por lo tanto ambos métodos de investigación son útiles. La investigación científica y la evidencia empírica, aunque otras clases de información menos documentadas son valiosas y merecen explicarse y discutirse; lo más probable es que una combinación de intuición y ciencia sea la mejor y la más adecuada preparación para la profesión de la enseñanza.

## Utilización del diseño educativo y educativo tecnológico

Taxonomía de objetivos de la educación: categorías en el dominio cognitivo.

El diseño educativo, el diseño sistemático de materiales, las actividades y los ambientes interactivos para aprender, son ampliamente conformados por la teoría e investigación de la psicología educativa.
Por ejemplo, definiendo metas de aprendizaje u objetivos, los diseñadores educacionales utilizan a menudo una taxonomía de los objetivos educativos creada por Benjamin Bloom y sus colegas.
Bloom también investigó el aprendizaje para el dominio, una estrategia educativa en la que los principiantes solo avanzan hacia un nuevo objetivo tras haber dominado sus objetivos prerrequisitos.
Bloom descubrió que una combinación del aprendizaje para el dominio con la tutoría personal es muy eficaz, produciendo resultados mucho mejores que los alcanzados en una clase normal. Gagné, otro psicólogo, había desarrollado previamente un influyente método de análisis de tarea en el cual una meta de aprendizaje terminal se amplía en una jerarquía de objetivos de aprendizaje conectados por relaciones de prerrequisitos.

## Aplicaciones en la enseñanza

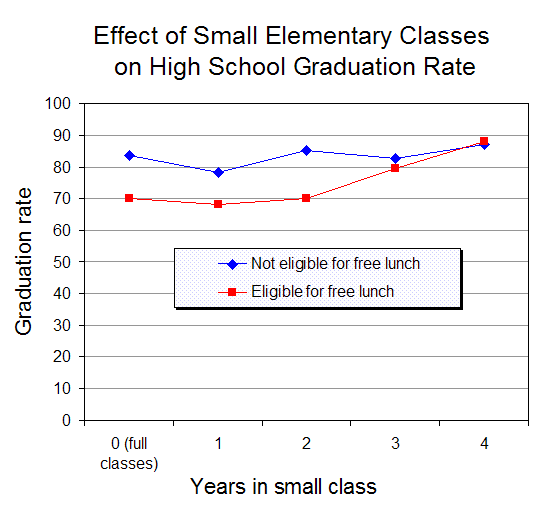
En un experimento realizado en Estados Unidos de demostró que la asistencia a clases de grupos pequeños durante 3 o más años en los primeros cursos incrementaba el número de graduados en secundaria en los estudiantes de familias con bajos ingresos económicos.

La investigación sobre el control de las clases y la pedagogía se propone guiar la práctica de la enseñanza y formar los fundamentos para los programas de formación de profesores. Las metas del control de clase son crear un ambiente conducente a aprender y a desarrollar las habilidades de autocontrol de los estudiantes.
Más específicamente, el control de clase se esfuerza en crear relaciones positivas entre el profesor y el estudiante y entre iguales, manejar grupos de estudiante para lograr un adecuado comportamiento ante las tareas, y utilizar el asesoramiento y otros métodos psicológicos para ayudar a los estudiantes que presentan problemas psicosociales persistentes.
La psicología educativa básica es un área de estudio habitualmente requerida en los programas de formación del profesor en Estados Unidos. Cuando enseñan en tales contextos, su contenido varía pero se enfatiza normalmente en las teorías del aprendizaje (especialmente desde una perspectiva cognitiva), en temas como la motivación, la evaluación del aprendizaje de los alumnos y el control de las clases.
La Psicología Educativa es diferente a otras ramas de la Psicología porque su objeto principal es la comprensión y el mejoramiento de la educación (Alarcón H., 2001). Los psicólogos educativos estudian lo que la gente expresa y hace en el proceso educativo, lo que los maestros enseñan y como los alumnos lo aprenden significativamente en el contexto de un currículum particular, en el entorno específico donde se pretende lleva a cabo la formación o la capacitación.
La escuela encargada del desarrollo del alumno, debe considerar a este como un ser integral, con diferentes necesidades e inquietudes y no sólo enfocarse a las de carácter cognitivo. Al ser la escuela la Institución encargada de formar personas íntegras, debe ocuparse de aspectos de carácter emocional, social y psicológico, y no limitarse a la transmisión de conocimientos teóricos.

## Historia
La psicología educativa no puede demandar prioridad en el análisis sistemático de los procesos educativos. 	
Algunos filósofos de la educación como Demócrito, Quintiliano, Vives y Comenio, habían examinado, clasificado y juzgado los métodos de la educación siglos antes del comienzo de la psicología a finales del siglo XIX. Por su parte, las aspiraciones de la nueva disciplina fueron la aplicación de los métodos científicos de la observación y la experimentación a los problemas educativos. Incluso en los primeros años de la disciplina, los psicólogos educativos reconocieron las limitaciones de este nuevo acercamiento. En su famosa serie de conferencias Talks to Teachers on Psychology, publicada en 1899 y considerada hoy en día como el primer manual de psicología educativa, el psicólogo estadounidense pionero en la disciplina William James comentaba que:

La psicología es una ciencia, y la enseñanza es un arte; y las ciencias nunca generan artes directamente fuera de sí mismos. Una mente inventiva intermedia debe hacer ese uso, usando su originalidad.

De acuerdo con David Berliner, la actitud de los teóricos de la psicología educativa con respecto al mundo de la práctica educativa ha pasado de un interés inicial al desdén, y eventualmente al respeto.
En 1912, Edward Thorndike, que desarrolló la teoría del condicionamiento instrumental, adelantó tareas posteriores de la disciplina, como la instrucción programada, la formación del profesorado y el aprendizaje basado en la informática.

## Psicólogos y teóricos educativos influyentes
Las siguientes personas fueron seleccionadas y representadas en una importante historia biográfica de la psicología educativa como autores de importantes contribuciones a la disciplina:
- Albert Bandura 1925
- Alfred Binet 1857-1911
- Benjamin Bloom 1913-1999
- Ann Brown 1943-1999
- Jerome Bruner 1915-2016
- Lee Cronbach 1916-2001
- John Dewey 1859-1952
- Nathaniel Gage 1917-2008
- Robert M. Gagné 1916-2002
- William James 1842-1910
- María Montessori 1870-1952
- Jean Piaget 1896-1980
- Herbert Simon 1916-2001
- Burrhus Frederic Skinner 1904-1990
- Charles Spearman 1863-1945
- Lewis Terman 1877-1956
- Edward L. Thorndike 1874-1949
- Lev Vygotski (1896-1934)